# Đảo Montecristo
Montecristo (phát âm tiếng Ý: [monteˈkristo]; hay Monte Cristo) trước đây là Oglasa (trong tiếng Hy Lạp cổ đại: Ὠγλάσσα Ōglassa), là một hòn đảo nằm trên biển Tyrrhenus và là một phần của quần đảo Toscana. Về mặt hành chính, nó thuộc một phần của đô thị Portoferraio, tỉnh Livorno, Ý. Hòn đảo có diện tích 10,39 km2 (4,01 dặm vuông Anh), với khoảng 4,3 km (2,7 mi) tại điểm rộng nhất. Bao quanh hòn đảo là các bờ biển dốc đứng, có chu vi khoảng 16 km (9,9 mi). Hòn đảo được duy trì trong tình trạng là một khu bảo tồn thiên nhiên và là một phần của Vườn quốc gia Quần đảo Toscana.
Phần lớn sự nổi tiếng của hòn đảo bắt nguồn từ việc hòn đảo xuất hiện trong cuốn tiểu thuyết nổi tiếng Bá tước Monte Cristo của nhà văn Alexandre Dumas.

## Lịch sử

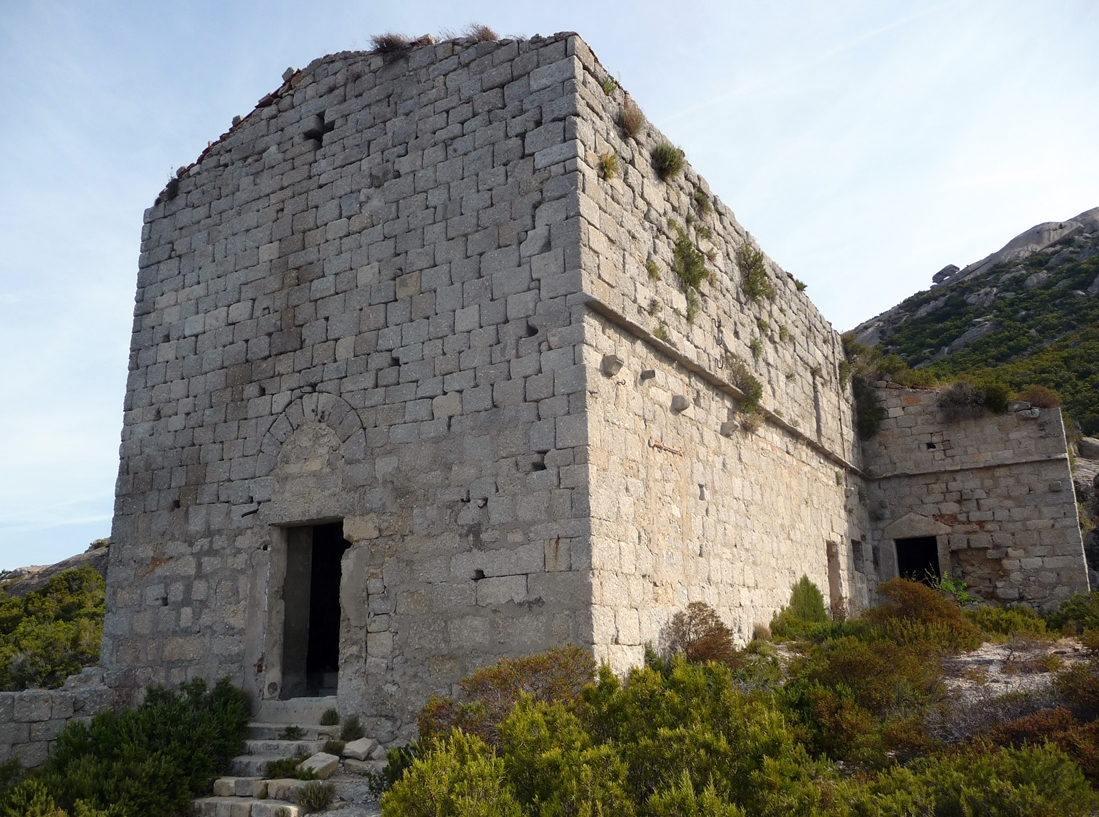
Phế tích của tu viện San Mamiliano.

Lịch sử của hòn đảo này bắt đầu từ thời kỳ đồ sắt. Khi cư dân của nền Văn minh cổ đại Etrusca khai thác gỗ sồi để làm nhiên liệu cho các lò luyện sắt thủ công Bloomery ở đại lục, nơi quặng sắt được lấy từ các mỏ trên đảo Elba. Người Hy Lạp đã gọi Montecristo với tên Oglasa hoặc Ocrasia bởi màu vàng nhạt của đá trên đảo. Người La Mã gọi nó là Mons Jovis, và đã dựng lên một điện thờ thần Jupiter trên ngọn núi cao nhất hòn đảo, trong đó có một số dấu vết vẫn còn tồn tại tới ngày nay. Trong thời đại đế quốc, người La Mã đã mở một số mỏ đá để khai thác đá granit tại đây, có lẽ là chúng được sử dụng trong việc xây dựng các biệt thự trên đảo Giglio, Elba, và Giannutri.
Khoảng giữa thế kỷ thứ 5, các hang động của đảo đã trở thành nơi trú ngụ của nhiều ẩn sĩ trước những người Vandals của Genseric, quan trọng nhất trong số đó là Đức Giám mục St. Mamilian. Chính vì vậy, tên ngày nay xuất phát từ tên thánh của đảo "Mons Christi". Vào đầu thế kỷ thứ 7, Đức Giáo hoàng Grêgôriô cử các đan sĩ Biển Đức tới đây. Trong giai đoạn này, Tu viện St. Mamilian được thành lập như là kết quả của sự đóng góp cho Giáo hội, sự giàu có của nó đã trở thành huyền thoại, và một nhà nguyện được xây dựng vào hang St.Mamiliano, nơi mà Đức Giám mục Mamilian đã từng ẩn náu vào thế kỷ thứ 5. Năm 1216, các tu sĩ đã tham gia dòng tu Camaldolese. Nhờ sự đóng góp của một số gia đình quý tộc, tu viện trên đảo ngày càng phát triển và giàu có, chính điều này đã dẫn đến các truyền thuyết về kho báu lưu giữ trên hòn đảo này.
Hòn đảo sau đó thuộc sở hữu của cộng hòa Pisa, nhưng sau đó được mua lại bởi Công quốc Piombino. Trong năm 1553, đội quân trên biển của đế chế Ottoman dưới chỉ huy của Dragut cướp bóc nhóm các đảo Elba, xông vào tu viện, bắt các tu sĩ, và ban sắc lệnh kết thúc hoạt động của tu viện. Sau đó, hòn đảo trở thành nơi không có người ở. Trong nửa sau của thế kỷ thứ 16, cùng với hầu hết các đảo của quần đảo Toscana, nó đã trở thành một phần của Presidi, một nhà nước ven biển chiến lược được những người Tây Ban Nha giữ lại được.
Hòn đảo được sáp nhập vào Đế chế thứ nhất dưới thời hoàng đế Napoleon trước khi trở thành sở hữu của Lãnh địa Đại công tước Tuscana. Những nỗ lực đầu tiên để dân cư tới đảo Montecristo bởi Charles Cambiagi, thực hiện vào năm 1840 bởi hai ẩn sĩ Đức là Augustin Eulhardt và Joseph Keim nhưng họ cũng chính là những người cuối cùng. Năm 1843, những người khác đến với ý định khai hoang hòn đảo: Adolph Franz Obermüller từ Vùng đất Tyrol, và sau đó vài tháng là hai người Pháp là Charles Legrand cùng bạn gái của mình. Cũng trong năm 1843, đã có nỗ lực khác của George Guiboud, mà kết quả cũng là một thất bại. Năm 1846, một số người Genova đã thực hiện một nỗ lực tương tự, trong khi vào năm 1849 người Pháp có tên Jacques Abrial đã có thể trồng trọt trên đảo trong ba năm. Năm 1852, một người Anh giàu có tên là George Watson-Taylor đã mua Montecristo và chuyển hẳn một ngôi nhà Cala Maestra thành một khu vườn trồng bạch đàn và nhiều loài thực vật kỳ lạ, trong đó có Ailanthus altissima, một loài xâm lấn có nguồn gốc từ châu Á. Một số ít các tòa nhà hiện đại trên đảo như Royal Villa được xây dựng vào thời kỳ này. Các đảo sau đó được mua lại bởi chính phủ Italia vào ngày 03 tháng 6 năm 1869 với tổng số tiền lúc bấy giờ là 100.000 Bảng Anh. Montecristo trước đó đã bị cướp phá vào năm 1860 bởi những người lưu vong Ý sống ở London, đã đến Ý để tham gia Camicie Rosse, nhưng đã bị đắm tàu trên đảo. Chính phủ sau đó nghĩ rằng tốt hơn là mua lại hòn đảo và để nó trong tình trạng không người ở sẽ tốt hơn.
Sau những nỗ lực thì vào năm 1878, chính phủ Ý đã thành lập một tòa án thuộc địa, một cái khác nằm trên đảo Pianosa. Năm 1889, Montecristo đã được cai quản bởi hầu tước Carlo Ginori, người đã phục hồi các Villa và biến quần đảo thành một vùng săn bắn. Năm 1896, Montecristo là nơi nghỉ tuần trăng mật của Vittorio Emanuele III của hoàng tộc Savoia (lúc bấy giờ là thái tử) và Elena của Montenegro, và sau năm 1899, nó đã trở thành một vùng săn bắn hoàng gia và được Victor Emmanuel độc quyền. Trong Chiến tranh thế giới thứ hai, hòn đảo là nơi rất quan trọng bởi vị trí nằm giữa Ý và đảo Corse, và được đóng quân bởi quân đội Ý. Sau khi tự nhiên của hòn đảo bị phá hoại nghiêm trọng và những nỗ lực thì một khu bảo tồn thiên nhiên được thành lập vào năm 1971.
Trong tháng 12 năm 2011, báo cáo chỉ ra rằng loài chuột đen, có rất ít trên đảo từ thời kỳ La Mã đã tăng lên rất nhiều về số lượng và đặt ra một mối đe dọa nghiêm trọng đối với các loài chim của Montecristo. Bởi địa hình dẫn đến việc hòn đảo rất khó để tiếp cận nên người ta đã sử dụng thức ăn viên được tẩm thả từ trên không xuống hòn đảo để tiêu diệt loài chuột này, giống như thực hiện trên đảo Giannutri và Sardegna gần đây, mặc dù các loài động vật hoang dã và vùng biển xung quanh cũng có thể bị ảnh hưởng tiêu cực từ điều này. Ngoài ra, các loài thực vật chi Ailanthus thuộc họ Simaroubaceae cũng bị diệt trừ.

## Địa lý và khí hậu
Montecristo nằm ở phía đông của biển Tyrrhenia, phía nam đảo Elba, phía tây của đảo Giglio và bán đảo Monte Argentario, phía đông nam đảo Pianosa và phía đông của đảo đá Scoglio d'Africa (còn được gọi là Formica di Monte Cristo).
Hòn đảo được hình thành bởi sự tăng giảm phập phồng của một phiến đá núi lửa ngầm pluton lớn, có hình dáng gần giống một elip, với một số những gờ đá tăng dần lên từ biển. Hòn đảo bao gồm hầu như toàn bộ là đá Granodiorit với các tinh thể lớn Orthoclas. Các dãy núi hình thành đảo có ba đỉnh núi chính: Monte della Fortezza (645 mét), Cima del Colle Fondo (621 mét) và Cima dei Lecci (563 mét). Montecristo chỉ có một bến cảng tự nhiên là Cala Maestra, ở phía tây bắc. Hòn đảo có nguồn nước dồi dào.
Cũng giống như tất cả các đảo khác của quần đảo Toscana, Montecristo có khí hậu ôn hòa, với những cơn gió biển, nhiều nắng, và lượng mưa rất ít (trung bình hàng năm dưới 500 mm); khí hậu được đặc trưng bởi mùa đông có mưa và mùa hè có lượng mưa vừa phải, nóng và khô, nhưng đôi khi rất oi bức.

## Động vật hoang dã

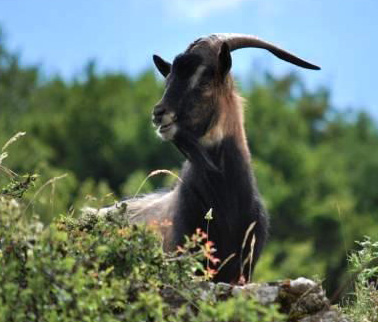
Dê hoang dã của Montecristo (Capra hircus)

Điều kiện hạn chế trong việc thành lập các khu định cư của con người trên đảo Montecristo đã ủng hộ việc bảo tồn hệ động thực vật và động vật tại đây. Nhiều loài trong số đó không thể tìm thấy được ở bất cứ đâu trên Địa Trung Hải. Quan tâm đặc biệt nhất chính là những cây Thạch nam khổng lồ có mặt tại các thung lũng và những cây sồi vài ngàn năm tuổi vẫn còn tồn tại ở những nơi cao nhất của đảo. Cũng thú vị không kém là loài rắn lục đảo Montecristo (Vipera Aspis hugyi, một phân loài cũng có mặt tại miền Nam nước Ý) và Cóc lưỡi tròn Tyrrhenia (Discoglossus sardus, một loài lưỡng cư chỉ có ở một vài hòn đảo ở Tuscan và Sardegna. Một phân loài thằn lằn đặc hữu khác của loài Podarcis muralis phát triển mạnh trên hòn đảo này. Montecristo cũng là nơi sinh sống của hàng ngàn loài chim di cư và là một trong những thuộc địa lớn của các loài chim biển (đặc biệt là loài Hải âu Yelkouan, một loài trong năm 2012 được báo động là loài cực kỳ nguy cấp trên đảo). Hòn đảo cũng là một trong số ít khu vực tại Ý có loài Dê hoang dã.
Môi trường biển là khá phong phú với các loài cỏ biển, hải quỳ, san hô và Cá mặt trăng. Cho đến những năm 1970, Hải cẩu thầy tu Địa Trung Hải là một loài cực kỳ nguy cấp và cực kỳ hiếm ở Ý đã được tìm thấy tại đây. Các loài đặc hữu khác bao gồm loài Limonium Montis-christi, Oxychilus oglasicola (một loài Ốc của Montecristo có mặt trên các đảo nhỏ của Scola, gần Pianosa)  và podarcis muralis calabresiae (một loài thằn lằn).

### Khu bảo tồn tự nhiên Đảo Montecristo
Ngày nay hòn đảo này chỉ có hai người sinh sống lâu dài, họ là những người canh giữ góp phần bảo vệ khu bảo tồn thiên nhiên. Ngoài ra, một trụ sở của Cục Lâm nghiệp Quốc gia ở thành phố Follonica gần đó tổ chức tuần tra xen kẽ mỗi hai tuần. Khu bảo tồn tự nhiên quốc Đảo Montecristo là một khu bảo tồn tính đa dạng sinh học di truyền rộng 1.039 ha, được thành lập vào năm 1971 bằng Nghị định của Bộ Môi trường nhằm bảo vệ tính chất độc đáo của hòn đảo này. Ngày nay, nó thuộc về Vườn quốc gia Quần đảo Toscano. Nó cũng đã được trao Chứng chỉ châu Âu về khu bảo tồn vào năm 1988, và được công nhận như là một địa điểm quan tâm của toàn châu Âu.

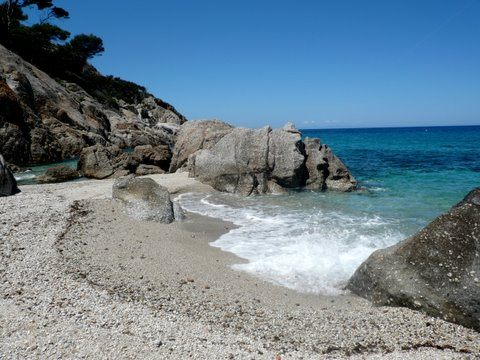
Bãi biển Cala Maestra, cảng tự nhiên duy nhất của đảo.

Khách tham quan sẽ gặp phải một số hạn chế. Đó chính là việc không được ở lại qua đêm, và các hoạt động câu cá, bơi lội, lướt sóng bị cấm trong vòng 1.000 mét bờ biển quanh đảo. Du khách có thể đi bộ (4,8 km) quanh khu vực bờ biển, nhưng không được câu cá. Hòn đảo chỉ có thể tiếp cận được tại Cala Maestra, nơi đáy biển là cát, với một khóa học tiếp cận tàu vuông góc với bờ biển. Bãi cát này cũng có thể cho cập bến gần bờ hơn với những tàu thuyền nhỏ hơn, hay có thể dùng dây buộc lên trên bờ với phao hai bên thành thuyền để chống va đập vào đá, nhưng không được phép thả neo. Ngoài ra, đó cũng là một địa điểm tốt để làm sân bay trực thăng nhỏ trong trường hợp khẩn cấp. Để tới được hòn đảo này, người ta phải có sự cho phép của Cục Lâm nghiệp Quốc gia đóng tại Follonica.
Khách ghé thăm với sự cho phép cơ bản là phải tiếp cận đảo từ Cala Maestra, và chỉ có thể tham quan dinh thự hoàng gia, vườn thực vật và các bảo tàng. Để tới được hòn đảo, du khách cũng phải chờ đợi trong một khoảng thời gian dài kể từ khi một giới hạn được thiết lập với việc chỉ có 1.000 du khách được tới đảo mỗi năm. Thời gian chờ đợi trung bình chính là khoảng ba năm. Việc tới đảo ưu tiên cho các nhà thám hiểm khoa học, hiệp hội, và trường học. Hành trình du lịch trên đảo cũng chỉ diễn trên ba con đường mòn có sẵn, tất cả đều rất hiểm trở.
Các địa danh được phép tham quan trên đảo ngoài Tu viện và hang động St. Mamiliano thì còn có Pháo đài Montecristo nằm trên đỉnh cao nhất của hòn đảo ở độ cao 645 mét, Royal Villa (Dinh thự Hoàng gia), Bảo tàng Lịch sử Tự nhiên, Vườn thực vật và di tích Nhà nguyện Santa Maria ở Cala di Santa Maria.